# David Gottlieb Niemeyer
David Gottlieb Niemeyer (* 1. November 1745 in Halle (Saale); † 6. Februar 1788 in Glaucha) war ein deutscher evangelischer Theologe.

## Leben
David Gottlieb Niemeyer wurde als Sohn des Archidiakons an der Marktkirche Johann Conrad Philipp Niemeyer (* 25. November 1711 in Petzen; † 20. April 1767 in Halle (Saale)) und dessen Frau Auguste Sophie, Tochter Johann Anastasius Freylinghausens, am 1. November 1745 in Halle geboren. Sein Bruder war August Hermann Niemeyer. Achtjährig begann er seine Vorbildung am Pädagogium der Franckesche Stiftungen. Dort unterrichtete ihn sein Onkel, der damalige Pädagogiumsinspektor Johann Anton Niemeyer. Ostern 1764 bezog er die Universität Halle, wo er unter anderem bei Johann Georg Knapp, Johann Salomo Semler und Johann August Nösselt, der einen rationalistischen Geist an seine Schüler übertrug. Neben seinem Studium war er Lehrer an einem Hallischen Waisenhaus. Dabei zeigte er sich als Lehrer derart begabt, dass er schon 1768 Inspektor der Lateinhauptschule wurde.
Zum Fastensonntag 1774 nahm Niemeyer eine Stelle als Diakon an St. Georgen zu Glaucha wahr. 1783 wurde er zum Pastor ernannt und sein Neffe, Gotthilf Anton Niemeyer, wurde Diakon.
Niemeyer litt lang unter einer instabilen Gesundheit, weshalb er zurückgezogen lebte, obgleich er nie unter schlimmen Krankheiten litt. Seine allgemeine Schwachheit ließ klarwerden, dass er nicht lang leben würde, dennoch führte er sein Leben auch kurz vor seinem Tod normal weiter. Anfang 1788 schließlich hielt er seine letzte Predigt. Niemeyer starb ruhig und hatte den Tod nicht gefürchtet. Seinen Fleiß hatte er auch in seinen letzten Lebenswochen nicht verloren. Am Morgen des 6. Februar 1788 spitzten sich seine Beschwerden zu und er starb gegen 7 Uhr morgens. Am 11. Februar wurde er in Halle bei seinen Eltern bestattet.

## Familie
Am 9. Mai 1776 ehelichte Niemeyer in Wernigerode Friederike Dorothee, Tochter des Pastors an Wernigeroder St. Johanniskirche, Joachim Leonhard Hermes (1713–1786), und dessen Frau Susanne Sophie Hedwig Schmid. Der Ehe entstammten zwei Söhne und zwei Töchter, wobei eine Tochter schon früh verstarb.

## Rezension
Niemeyer galt als fleißiger und wohltätiger Seelsorger. 1786 kaufte er ein besonderes Schulhaus, was einen Streit mit drei Hausvätern verursachte. Er selbst wandelte die Liturgie ein wenig ab. So unterbrach er Predigten, wenn er sie wiederholt verlas, durch Gesang, schaffte die Privatbeichte für seine Gemeinde ab und wollte auch den Exorzismus im Taufformular abschaffen. Mit diesen Neuerung verärgerte er einen Großteil seiner Gemeindeglieder. Dies sorgte dafür, dass unter seinem Pastorat die Anzahl der Kommunikanten stark zurückging.
Niemeyer betätigte sich als theologischer Schriftsteller. Neben größeren Schriften verfasste er Gelegenheitswerke und redigierte den 9. bis zum 20. Band des Journals für Prediger. In Anerkennung seiner Schriften wurde er 1776 Mitglied der „Züricher asketischen Gesellschaft“.
Auch für Arme und Notleidende setzte sich Niemeyer ein.

## Werke
- An die Jugend bei ihrer Confirmation; aus dem Englischen (Halle 1775)
- Ueber den Wachsthum Christlicher Lehrer in Erkenntniß und Erfahrung nach den Bedürfnissen unserer Zeit (Leipzig 1778)
- Die beste Art der Einrichtung der Kriegs- und Friedenspredigten (Halle 1779)
- Über böse und schlechte Zeiten; zur Belehrung für Unstudirte (Halle 1780)
- Entwurf einer auserlesenen Bibliothek für angehende Prediger (Halle 1781)
- Predigerbibliothek, oder beschreibendes Verzeichniß der brauchbarsten Schriften für Prediger und künftige Geistliche (Halle 1782–1784, drei Teile)
- Trostschriften zur Aufrichtung für Leidende, die über den Tod ihrer Gatten, Kinder und Freunde trauern (Halle 1783)
- Das würdige Bild des seligen Herrn Directors J. G. Knapp, am Tage der Beerdigung vorgestellt
- Antrittspredigt zu Halle gehalten (Nürnberg 1784)
- Rede bei der Einweihung der Glauchischen Bürgerschule (Halle 1787)
- Kirchen- und Reformationsgeschichte der Stadt Halle (Halle 1788)
- Letzte Predigt vor seiner Gemeine. Nebst einer kurzen Nachricht von seinem Leben und Charakter (Halle 1788)